# 郑用熙
郑用熙（1927年7月30日—2018年11月2日），浙江黄岩人。中国化学家、教育家，清华大学化学系教授。

## 生平
早年毕业于浙江省立台州中学。1946年11月至1950年8月，在清华大学理学院化学系学习。1948年6月加入中国共产党。1950年9月，任清华大学化学系助教。1952年9月，任北京地质学院化学教研室助教、讲师。1957年1月至1961年1月，在北京大学化学系攻读研究生。1961年2月，北京大学化学系任讲师、副教授。1981年9月后，历任清华大学化学系副教授、教授，分析中心主任。1992年离休。
离休后活跃于公益事业，与夫人关英先后募集并捐款800万余元，在全国18个省市捐建了33所希望小学。集资设立了“麻风病人后代专项助学基金”。2010年，在清华大学化学系和北京大学化学与分子工程学院设立奖学金。
1999年，获教育部“全国教育系统关心下一代工作先进个人”称号。2000年8月，获中国青少年发展基金会“希望工程贡献奖”。2004年10月，被中共中央组织部评为“全国老干部先进个人”。2009年10月 ，获中国青少年发展基金会“希望工程20年特殊贡献奖”。
2018年11月2日19时39分在北京西苑医院逝世。

## 出版物
- 郑用熙. . 北京: 地质出版社. 1980年.
- (波)马钦科著. . 由郑用熙等翻译. 北京: 地质出版社. 1983年.
- 郑用熙 (编). . 分析化学丛书 第一卷 第七册. 北京: 科学出版社. 1986年.